# الهابيا
بلدية الخابئة الحَوِيَّة أو الخِبَاء أو (نقحرة: الهابيا) (بالإسبانية: Alhabia)‏, هي بلدية تقع في مقاطعة المرية. جنوب شرق إسبانيا. يبلغ عدد سكانها 692 نسمة.

## وصلات خارجية
- (بالإسبانية)